# 劉峙
劉峙（1892年6月30日—1971年1月5日），字經扶，江西吉安府廬陵縣廟背村人。中華民國國民革命軍陸軍二級上將，曾任黃埔軍校教官，參與北伐、中原大戰等多場戰事，甚得蔣介石賞識。抗戰時曾任第一戰區第二集團軍司令，第五戰區司令。1948年，受蔣介石召任為徐州剿匪總司令部總司令，惟南京國防部有解放軍間諜洩密，蔣介石所策劃通盤潰敗，以致劉峙戰事慘敗。劉峙被撤職後，改任中華民國總統府戰略顧問。1949年底，經香港赴印尼。1953年，奉蔣介石允准赴台灣，任職中華民國總統府國策顧問至1971年病逝。

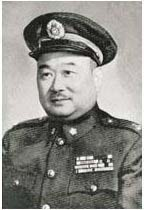

## 生平

### 早年
劉峙出身一農民家庭，其父因放水被地主打死。母亲无靠，只好到吉安街上爆竹店里做爆竹，后嫁给店里老闆。老闆病死後，又嫁给吉安的卸任统带黄小山。卸任统带把继子刘峙（这时改名叫黄谊本）带到湖南老家泸溪。年幼時在私塾、观澜书院、浦市高等小学堂就读。
1905年冬，随继父赴日。到达东京后，正值中国留学生抗议日本政府的罢课运动，他只好离日回国。虽然没有完成留学梦，但却大大开阔了眼界。
1907年，入讀湖南陸軍小學堂，為該校第三期生。1911年，毕业后，升入武昌陸軍第三中學堂，為該校第三期生。
1911年，辛亥革命在武昌爆发，劉峙加入了学生军，守卫武昌。后来又离开队伍返回吉安，考入宪兵，到南昌服务。
1912年7月，各军事学校恢复上课后，北上进入北京清河镇的陆军第一预备学校。
1913年7月，江西都督李烈钧在湖口誓师，发表讨袁通电。刘峙藉故请假南下，参加国民党的“二次革命”。李烈鈞指揮的省建新軍在8月底遭到袁世凱訓練的新軍擊敗，失敗後的李烈鈞遭解職遁逃日本，刘峙是重返学校繼續學業。1913年考入保定軍校，為第二期步兵科。
1915年，毕业于保定陆军军官学校，被分配到冀东开平巡防营见习排长。因受歧视，回吉安家中闲居数月到廣東，刘峙在岑春煊的护国军司令部任上尉参谋，后到滇军朱培德部第四师第七旅步兵三十八团任六连连长，参加了南路讨伐龙济光的战斗，旋被调到援赣赖世璜部第四军第一梯团第四支队任队副兼第一营营长。
1920年，援赣军与舊桂系陆荣廷發生衝突，被迫移驻福建投靠陳炯明，部隊改名為護法贛軍第四支隊，劉峙仍為該支隊第一營營長，後參與第一次粵桂戰爭擊敗舊桂系。但是因為支隊內的權力衝突，劉峙與赖世璜關係決裂，在缺少政治奧援的情況下劉峙棄職潛逃，投靠陳炯明。
1921年初，刘峙被陈炯明调入粤军总司令部当少校副官，并加入中國国民党，6月，调往粤军第二军任中校副官，不久，又被调到粤军第七旅第十三团任中校团副，參與第二次粵桂戰爭。
1922年春，孙中山在桂林誓师北伐。刘峙被任命为大本营游击第一支队队长。该支队作为北伐军的先头部队，进入江西与北洋军作战。刘峙部虽仅有一百余支枪，但在当地民众的帮助下，连战皆捷，一直攻到吉安附近。 11月，返回广东，被安排在许崇智的东路讨贼军总司令部任中校参谋兼卫队队长。讨伐陈炯明的战役结束后，许崇智军中非广东籍的军官多遭排斥，刘峙也被改任为少校军事参议。

### 初年軍事生涯
黃埔軍校成立後，1924年夏，何应钦提名刘峙擔任中校戰術教官，兼參謀科長。
1924年底，黃埔官兵成立教導團，劉峙任第二营中校營長。
1925年2月，刘率部参加第一次东征，讨伐陈炯明，因在淡水、棉湖激战中战绩显著，接着又在平定刘震寰和杨希闵的叛乱中建立战功，8月接替何应钦升为第一团上校团长。10月，又率部参加第二次东征。
1926年2月，教导团扩编为第二师，刘峙被任命为副师长兼参谋长，旋任师长，下辖蒋鼎文、陈继承等团，驻防广州。3月20日“中山舰事件”，蒋介石召集卫戍部队讲话后，刘峙紧跟着宣读了要逮捕的共产党人名单，随即率部扣押了第二师和海军中的所有党代表及共产党员并清洗之，从此受到蒋介石信赖。7月9日，国民革命军誓师北伐，蒋介石就任国民革命军总司令，派何应钦任第一军军长，刘峙任第一军第二师师长。北伐时，刘峙的第二师作为总预备队。
1927年3月16日，刘峙奉命移驻上海，担任交通警备。8月，孙传芳渡江反攻。进逼南京。刘峙奉命从上海赶到龙潭，协同友军把孙传芳打垮。之后，刘峙升任第一军军长率部进驻徐州。宁汉分裂时，刘峙奉命进军湖北，把鄂军胡宗铎、陶钧等军队打垮收编。在汉口兼任编练区主任，晋升为上将（错，见下，1935年升为上将）。
1928年国民党决定继续"北伐"，进攻山东张宗昌部，命刘峙为第一军团总指挥，指挥第一军、第九军、第四军，向枣庄、临城、兖州之敌攻击前进，于5月1日夜进入济南城。
1928年12月，唐生智在河南通电反蒋。湖南的何键态度不明，北方的冯玉祥、阎锡山也跃跃欲动。蒋介石写信叫刘峙能战就战，否则退回南京。刘峙指挥第一军出武胜关与唐生智主力大战于驻马店。并暗中策动陕军一个师出抄唐生智的后路，结果打垮唐生智，使何、冯、阎不敢动。
1929年3月，蒋桂战争爆发。刘峙任讨逆军第二路军总指挥兼第一军军长，率本师和顾祝同的第二师和蒋鼎文的第九师和朱绍良的第二军，水陆两路，沿长江西上，首战即将胡宗铎击败，直捣武汉。4月5日，桂系弃城而逃，刘峙等部进占武汉后继续追击。夏、胡、陶见大势已去，于4月21日联合通电下野，其余部队全被刘峙等部包围缴械。
1930年「中原大戰」，蒋介石晋升刘峙为二级上将（错，见下，1935年升为上将），任「讨逆军」第二路总指挥，从山东回师河南，与冯、阎大军激战於许昌、新郑之间。「中原大戰」結束后，劉峙任駐豫綏靖公署（1937年春「西安事變」結束後，擴大為豫皖綏靖公署。）主任，兼河南省政府主席:296。短短7年之间，由中校升到二级上将，38岁就当上省主席，有「福将」、「常胜将军」之称。刘在军事、行政用人方面，凡师长以上的只保荐保定军校同学，先后與黄埔生胡宗南、黄杰、关麟徵、陈明仁等不睦。
1932年至1934年，參予對紅軍圍剿，成功擊破紅四方面軍根據地。蔣中正曾以河南新集改名經扶縣以誌其功。1932年6月，蒋介石发动对鄂豫皖的第四次围剿，刘峙率领7个軍迫使红四方面军张国焘、陈昌浩、徐向前离开根据地。 
1933年，蒋介石在南昌行营下令调刘峙任围剿中央苏区的北路军总司令，驻抚州。刘峙托词不肯回赣，并亲书长信请何应钦从中斡旋，结果没有调动。蒋介石把刘峙的河南省主席职务给予商震。
1935年4月，刘峙因功升为二级陆军上将，与顾祝同、蒋鼎文、陈诚、卫立煌一起被称为五虎上将，刘峙是五虎之首。
1936年12月12日凌晨发生西安事变，駐豫绥靖公署主任刘峙闻讯后即电南京向何应钦报告，并下令四十六军樊松甫抢夺潼关，并命令陇海铁路停止客运。何应钦派刘峙任东路讨伐军总司令。刘峙全力以赴地分六路进逼西安，并拉走杨虎城部下冯钦哉一个师。宋美龄偕宋子文、端纳乘飞机飞西安时，途径洛阳，宋美龄对刘峙说：“请你停止进攻西安，要注意委员长的安全。”

### 後期军事生涯
1937年，抗日戰爭爆發。抗戰初期，劉峙任第一戰區副司令，兼任第二集團軍總司令，在平漢鐵路北段地區指揮作戰:296。劉峙从开封进驻保定，負責守衛平漢路，以老一套战术和日军作战，打算防守琉璃河，以孙连仲部守平汉路的良乡，以万福麟军守右翼的固安，以孙殿英军守左翼的门头沟，以中央军守涿州和保定，布成三道防线，刘峙自己坐在保定指挥作战。日军突然猛攻右翼万福麟阵地，只一天功夫把万军打垮，迂回直插保定。刘峙率领总部官兵沿平汉路南撤，孙连仲、关麟徵亦而沿太行山撤退。刘峙到石家庄后，把兵权移交商震、黄绍竑，自己回到开封。事後何应钦向蒋介石建议把刘峙调洛阳任第一战区副司令长官兼新兵督练公署主任。不久又调宜昌任湘鄂川黔边区绥靖公署主任。后武汉陷落，宜昌吃紧。蒋介石派陈诚兼任第六战区司令长官，驻恩施。1939年刘峙调任重庆卫戍总司令。任不久派出高级参谋，与川军邓锡侯、潘文华、刘文辉结为拜把兄弟，并派川军李根固为重庆警备司令。刘自己兼任重庆防空司令，组织工程处，构筑对空防御工事，大挖防空洞。后来又在綦江、涪陵分设卫戍分区司令。1941年6月，日軍對重慶發動大空襲，發生隧道慘案，身兼防空司令的劉峙受壓被撤去防空司令職務，交中央审讯，由吴铁城担任审判长。后来何应钦、钱大钧电话告吴铁城说：「刘峙是二级上将，你们不要乱来。」因此把刘峙的防空司令兼职撤掉。
抗战末期，蒋介石把李宗仁由第五战区司令长官升任汉中行营主任，名义上指挥第一、第五两个战区，实际上坐冷板凳。1944年1月，刘峙从重庆到老河口接任五战区司令长官。陈诚派参谋长郭寄峤作刘的副手，又派赵子立任参谋处长(后升中将参谋长)。刘峙到任后，日军就攻陷老河口，刘峙退驻草店，与日军在汉水隔岸相峙。
日軍投降后，1945年12月21日改任鄭州綏靖公署主任，作戰不大光榮:296。刘峙把总部从草店迁到郾城准备受降。何应钦任中国最高受降官，在接受冈村宁次投降后，向蒋介石建议祕密布置与中共作战，下轄原第一戰區及第五戰區，指挥军队沿平汉路向北进攻解放区。1946年6月18日，蒋介石电令刘峙「统一指挥五、六两绥署之部队围歼李先念部」。刘峙率领30万大军围攻位於中原地區李先念指挥的八路军晋冀鲁豫野战军，晋冀鲁豫野战军其后发动中原突围。1946年9月在定陶战役中，顾祝同外甥赵锡田指挥的整编第三师被全歼，顾祝同到南京国防部哭诉控告刘峙见死不救。受此牵连，刘峙被免去所有職務。蒋介石安排刘峙任战略顾问委员会上将委员，闲居上海迪化路公馆里过寓公生活。同年在原籍江西省吉安縣當選為第一屆國民大會代表。
1948年6月，蔣以劉峙為徐州剿匪总司令部總司令:55。下轄80餘萬人。國軍在徐蚌会战中战敗，而劉峙再被撤職。

### 战後岁月
1949年到香港，1950年到印尼以教中文為生。1953年獲准赴臺，任總統府國策顧問，任總統府戰略顧問委員會委員、光復大陸設計研究委員會委員。獲頒青天白日勳章。定居台中。著有《我的回忆》等。1971年1月15日病逝于台中。 

## 評價
劉峙軍事生涯早年頗有戰功，在北伐及中原大戰時皆有勝果，因而甚得蔣中正器重。但到抗戰以後則屢戰屢敗。
一般人對於劉峙，認為他是有著名“福將”而非“能將”，他之所以有福，是因為那時碰上之對手不是勁敵，所以在北伐靖亂多次戰役中，他才能有好表現，立下不少戰功:296。坐鎮中原達7、8年，穩重有餘，作為不足，說不上有什麼建樹:296。暗指他其實庸碌無能。
劉峙在抗戰初期之表現，更令他被譏為“長腿將軍、長敗將軍”。劉峙雖屢戰屢敗，偏受蔣中正重用，連宋美齡都勸道：“外邊閒話很多，劉峙恐不能再指揮作戰吧？”但蔣中正卻不以為然說：“劉打仗是不行，可你說，將領中還有誰比劉更聽話？”
1948年5月，刘峙被推荐为徐州剿总总司令。然當時國軍將士對其能力已多有不服。據其副司令杜聿明晚年所撰寫的《杜聿明回憶錄》所述，第五軍軍長邱清泉就不屑的說：“徐州是南京的大门，应派一员虎将（指薛岳）把守。不派一虎，也应派一狗（指顾祝同）看门。今派一只猪，眼看大门守不住。”

## 家庭
- 夫人杨莊麗：1892年生。刘峙19岁时，受父母之命和杨莊麗结婚。
- 二姨太广东石城陈氏：1920年结婚。生育子女六人
- 三姨太黄佩芬：上海美专毕业后，到北京师范大学念书。在开封时，杨莊麗聘她任家庭教师。1941年與劉结婚。后随刘峙赴台，以教书为生。1965年病逝。
- 长子刘涤寰，1920年生，曾在台湾农复会担任事务员。与张克瑶之女结婚。
- 次子刘涤宇
- 三子刘涤安
- 四子刘涤定，在台游泳夭折
- 五子刘涤寅
- 六子刘涤宣
- 长女刘涤宙
- 次女刘涤宁
- 三女刘涤宸
- 侄子刘夷：黄埔二期，曾任国民党中央党务训练团军训处长，1938年抗战中被俘投敌，任汪伪军官训练团团长、军事参议院参议。1942年成立汪伪中央警备军后，刘夷被任命为独立警备旅旅长，所部负责南京卫戍任务。1945年，抗战胜利后，该旅由国民政府编入第74军，刘夷被南京国民政府逮捕，经刘峙说情获释，移居香港，后返江西定居。
- 外孙刘伟超，与国民党陆军少将舒适存之女舒瑞可结婚，1970年代赴美留学定居

刘峙的曾孙女刘洁（Jessamyn Liu）於2006年5月27日上午8点30分，以美国西点军校當屆成績第一名毕业。該校举行2006年度学生毕业典礼，美国总统布什亲率国务卿以及国防部等高级官员蒞临现场。21岁的美籍华裔女子刘洁代表全体毕业生，从总统布什手中接下毕业证书，成为建校以来首位获此殊荣的华裔女状元。
刘洁从小就很有自己的想法，五、六岁开始就对军事方面的事务很有兴趣，也很独立自主，不需父母担心课业。主修政治与美国历史的刘洁对美国历史、宪法非常有兴趣。她在西点取得政治学和历史学的双学士，毕业后则前往剑桥大学政治学院继续攻读政治思想与思想史的硕士学位。之后被授以少尉军阶，返美在军队服务。她说在军队服务是她的义务，未来她则希望可以回西点军校教书，将她的所学继续传授给学弟妹。